# كمال الصليبي
كمال الصليبي (2 مايو 1929 - 1 سبتمبر 2011)، أستاذ جامعي ومؤرخ لبناني. قام بأبحاث تاريخية عن لبنان والوطن العربي وتاريخ التوراة والإنجيل. كان رئيس دائرة التاريخ وعلم ألأثار في الجامعة الأميركية في بيروت وكان في آخر أيامه مدرساً جامعياً فخرياً فيها، حتى وفاته في الأول من أيلول عام 2011. وهو من مؤسسي المعهد الملكي للدراسات الدينية. له العديد من الأبحاث التاريخية من أشهرها نظريات مثيرة للجدل حول جغرافيات وشخصيات التوراة وحول الأناجيل والسيد المسيح.

## نبذة
كمال سليمان الصليبي من بلدة بحمدون في جبل لبنان. ولد في بيروت عام 1929 لوالدين من المذهب البروتستانتي. أنهى دراسته الثانوية في مدرسة الكلية الثانوية العامة والتي أصبحت الكلية الدولية (International College) في بيروت وشهادة البكالوريوس من الجامعة الأميركية في بيروت بتخصص في العلوم السياسية. ثم انتقل إلى لندن ليحصل على دكتوراه في تاريخ الشرق الأوسط
من دائرة دراسات الشرق الأوسط وأفريقيا في جامعة لندن بإشراف البروفيسور برنارد لويس. من ثم عمل في الجامعة الأميركية في بيروت في برنامج الدراسات العربية ثم كمدرس في دائرة التاريخ وعلوم ألأثار حيث أصبح من أعمدتها مع صحبه الكبار مثل نقولا زيادة وزين زين.
وفي عام 1994 تقاعد من الجامعة الأميركية في بيروت وبطلب من الأمير حسن بن طلال أسس المعهد الملكي للدراسات الدينية في عمان، الأردن وأصبح مديرا له من 1994 وحتى 2004م. ومنذ ذلك التاريخ، أصبح مستشارا لمؤسسة التراث الدرزي.
وعاش في لبنان حتى وفاته.

## نظرية التوراة العربية
كتب كمال صليبي ثلاثة كتب يدافع فيها عن نظرية التوراة العربيى المثيرة للجدل. حيث زعم أن أسماء الأماكن الواردة في الكتاب المقدس العبري تشير في الواقع إلى أماكن في جنوب غرب شبه الجزيرة العربية. وأن العبرانيين (العرب بزعمه) هاجروا واستوطن كثيرون منهم في فلسطين حيث أسسوا مملكة الحشمونية في عهد سمعان المكابي في القرن الثاني قبل الميلاد. ووفقا لهذه النظرية، فقد أعاد الصليبي تفسير أسماء الأماكن في الكتاب المقدس مطابقاً إياها بأماكن في هذه المنطقة الجغرافية الجديدة. وفي إسرائيل الجديدة هذه، يرى الصليبي أن الشعب اليهودي تحول من اللغة العبرية. إلى الآرامية وأن هذا التحويل اللغوي سبب تحريفاً لقصص هؤلاء المهاجرين. كما جادل بأن "لبنان" نفسه في العصور القديمة كان ضمن جنوب الجزيرة العربية.
تعرضت نظرية كمال الصليبي لنقد علمي قاسٍ من الغربيين، وحتى قبل العرب مثل عبد العزيز المقالح وحمد الجاسر؛ وذلك بسبب آثارها المفترضة على الشؤون السياسية الحديثة، على الرغم من أن الصليبي نفسه لم يقترح هذا الربط. كتب تيودور بارفيت "إنه أمر خطير لأن أفكار الصليبي لها تداعيات كبيرة، ليس أقلها التشكيك في شرعية دولة إسرائيل".
حجة الصليبي الأساسية هي المطابقة الجغرافية (بمقارنة التسميات). فمثلاً يرى أن المنطقة التي يشار إليها باسم הירדן "الأردن"، والتي عادة ما تُفهم بأنها إشارة إلى نهر الأردن، رغم عدم التصريح بكونها "نهر" في النص العبري، هي عنده سلسلة جبال السروات. ومن ثم يحدد الصليبي منطقة إسرائيل القديمة بالأرض الواقعة على جانبي الجزء الجنوبي من جبال السروات الذي هو جنوب الحجاز وعسير، من الطائف نزولاً إلى الحدود مع اليمن.
يجادل الصليبي بأن الشواهد النقشية المبكرة المستخدمة للدفاع عن قصص الكتاب المقدس قد أسيء قراءتها. فمثلاً، احتفل لحاكم الموآبي ميشع بالنصر على مملكة إسرائيل في نقش حجري شهير، يُعرف بمسلة ميشع التي عثر عليها عام 1868، هو عند الصليبي حاكم عربي، ويزعم أن موآب قرية في الجنوب بالقرب من مكة. ويحتج في ذلك برأي علماء مثل توماس طومسون الذي يعترفون بالتناقض الشديد بين رواية التوراة والآثار في فلسطين. وتوصل طومسون إلى عدم النظر إلى الكتاب المقدس كمصدر تاريخي، بينما اقترح الصليبي تحديد مركز الثقافة اليهودية في جنوب الجزيرة العربية.
ناقش الصليبي موقع أرض الميعاد في الفصل 15 من كتاب "التوراة جاءت من جزيرة العرب". حيث يرى أن الكتاب المقدس وصفها كمساحة واسعة، أكبر بكثير من فلسطين، حيث تتضمن أرد الميعاد مناظر طبيعية متنوعة للغاية، تتراوح من قمم الجبال المروية عبر الوديان الخصبة وسفوح التلال إلى الصحاري المنخفضة. يوجد في الجزء الجنوبي من شبه الجزيرة العربية براكين نشطة مؤخرًا، ومن المفترض أن توجد بالقرب منها بقايا مدينتي سدوم وعمورة المدفونة.
تعد نظرية الصليبي ضمن علم الآثار الزائف وتصنف نظرية هامشية غير معترف بها علمياً. ويرى الدبلوماسي الإسرائيلي إيتامار رابينوفيتش أن النظرية أحرجت العديد من زملائه، ولا يرى أن الدافع من وراءها هو معاداة السامية، لأن الصليبي "لم يكن عدوًا لدودًا لإسرائيل أو للصهيونية".وإنما يراها بمثابة "تمرين فكري" مارسه الصليبي، الذي يعتبره "أحد كبار المؤرخين". انتقد العديد من المراجعين الأكاديميين مؤسسة كيب لقبولها بنشر كتاب كمال الصليبي عن التوراة العربية.

### أثر النظرية
رغم هامشية نظرية التوراة العربية وعدم الاعتراف بها علمياً، إلا أنها اجتذبت عدداً من الكتّاب العرب، مثل زياد منى وفرج الله صالح ديب وأحمد عيد وفاضل الربيعي وغيرهم، وتلقى قبولاً شعبياً جارفاً.

## أعماله

غلاف كتاب طائر على سنديانة لكمال الصليبي

- 1959: المؤرخون الموارنة خلال العصر الوسيط
- 1965: تاريخ لبنان الحديث (بالإنكلبزبة:The Modern History of Lebanon) نشر لندن.
- 1976: ملتقى طرق حرب أهلية، لبنان 1958-1976.
- 1979: بلاد الشام في العصور الإسلامية الأولى: محاكمة إمبراطورية من 534 وإلى 1976.
- 1980: تاريخ الجزيرة العربية.
- 1985: التوراة جاءت من جزيرة العرب.
- 1988: خفايا التوراة وأسرار شعب إسرائيل.
- 1988: البحث عن يسوع، قراءة جديدة في الأناجيل.
- 1988: بيت بمنازل كثيرة.
- 1991: حروب داوود
- 1993: تاريخ الأردن الحديث.
- 2002: طائر على سنديانة: وهو أحدث أعماله الأدبية التي يؤرخ فيها حياته ونشأته.
- 2008: عـودة إلـى «الـتـوراة جـاءت من جـزيـرة الـعـرب» أورشـلـيـم والـهـيـكـل وإحـصـاء داود في عـسـيـر

## وصلات خارجية
- معلومات وصور عن منطقة عسير
- مراجعة حول التوراة أتت من الجزيرة العربية لفيليب هاموند - مجلة الدراسات العالمية حول الشرق الأوسط.
- موقع وصلات حول الموضوع.